# Escarotomia
L'escarotomia è un'operazione chirurgica che consiste nell'incisione di un'escara circonferenziale, secondo linee prestabilite, al fine di interrompere la costrizione dei tessuti sottostanti.
L'operazione viene eseguita quando un'ustione profonda ha interessato in modo circonferenziale una parte del corpo, e l'escara che ne è derivata provoca una costrizione dei tessuti sottostanti e, in base alla localizzazione, una pericolosa ipovascolarizzazione dei territori a valle o una ipoespansione del torace.